# 伊力特酒

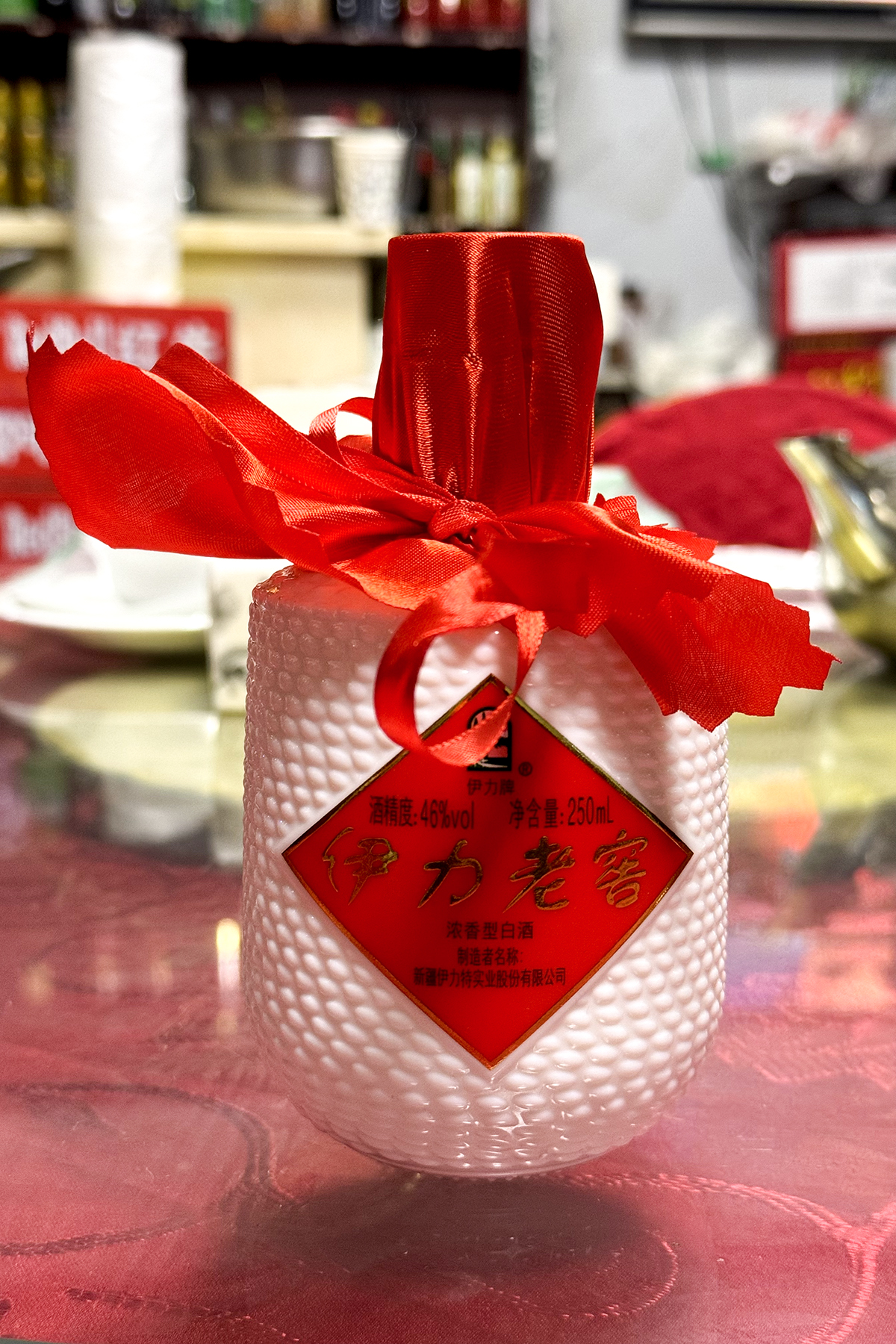
一瓶46度的伊力老窖

伊力特酒又稱伊犁酒，是新疆出产的一种浓香型白酒，包括伊力大曲、伊力特曲、伊力王酒、伊力一号窖、伊力老窖、伊力老陈酒品牌系列。新疆生产建设兵团十团农场副业加工厂於1955年夏成立酿酒车间，同年11月20日试制出第一锅白酒；1957年，车间迁往伊犁，称为“十团酿酒厂”並正式量产，供新疆生产建设兵团内部飲用，1962年开放供应市场。产品后改为伊犁大曲。1979年10月底改原伊犁牌商标为伊力牌，酒厂也随之改名，但仍沿用伊犁商标至1991年7月。